# Vodnar (ozvezdje)
Vodnar (latinsko Aquarius, znak , Unicode ♒) je ozvezdje živalskega kroga in eno od 88 sodobnih ozvezdij, ki jih je priznala Mednarodna astronomska zveza. Bilo je tudi eno od Ptolemejevih 48 ozvezdij. Znak ozvezdja predstavlja vodo.
Ozvezdje leži v območju pogosto imenovano morje zaradi obilice ozvezdij, ki so povezana z vodo, na primer: Kit, Ribi in Eridan (reka Pad).

## Znana nebesna telesa v ozvezdju

### Zvezde
- Sadalmelik (α Aqr) [Sed al melik].
- Sadalsud (β Aqr) [Sed al sud].
- Sadakbija	(γ Aqr).
- Sak (δ Aqr) [Šeat].
- Albali (ε Aqr) [Al bali].
- Sadaltadžir (ζ¹ Aqr) [Altager].
- Hidrija (η Aqr) [Deli].
- Anka (θ Aqr).
- Situla (κ Aqr).
- Hidor (λ Aqr) [Ekisis, Satabiša]
- Albulan (μ Aqr).
- Albulan (ν Aqr).
- Kae Uh (ο Aqr).
- Seat (π Aqr).
- σ Aqr.
- φ Aqr.
- 94 Aqr.
- EZ Aqr.
- R Aqr.